# Société des adorateurs de Dieu
La Société des adorateurs de Dieu (chinois simplifié : 拜上帝会 ; chinois traditionnel : 拜上帝會 ; pinyin : Bài Shàngdì Huì) est un mouvement religieux fondé et dirigé par Hong Xiuquan selon sa vision très personnelle du christianisme combiné à la religion traditionnelle chinoise, la foi en Shang Di, et autres traditions religieuses. Selon des preuves historiques, son premier contact avec des pamphlets chrétiens se passe en 1836 quand il reçoit directement des mains du missionnaire congrégationaliste américain Edwin Stevens (en), une copie personnelle de Bonnes Paroles pour exhorter notre époque (Liang Fa (en), 1832). Il n'y prête qu'une brève attention et ne le lit pas attentivement. Par la suite, Hong aurait eu des visions mystiques après son troisième échec aux examens impériaux en 1837 et également après son quatrième échec en 1843. Il porta alors son intérêt aux tracts chrétiens avec son cousin Feng Yunshan, voyant en eux « la clé pour interpréter ses visions » et en arrivant à la conclusion qu'il était le « fils de Dieu le Père et le petit frère de Jésus-Christ ayant pour mission de débarrasser le monde du culte des démons,,,,, ».

## Croyances
Comme la plupart des chrétiens,, la Société des adorateurs de Dieu croit en la filiation divine, concept scripturaire que tous les croyants chrétiens deviennent des fils et des filles de Dieu après avoir été rachetés par le Christ.

## Formation

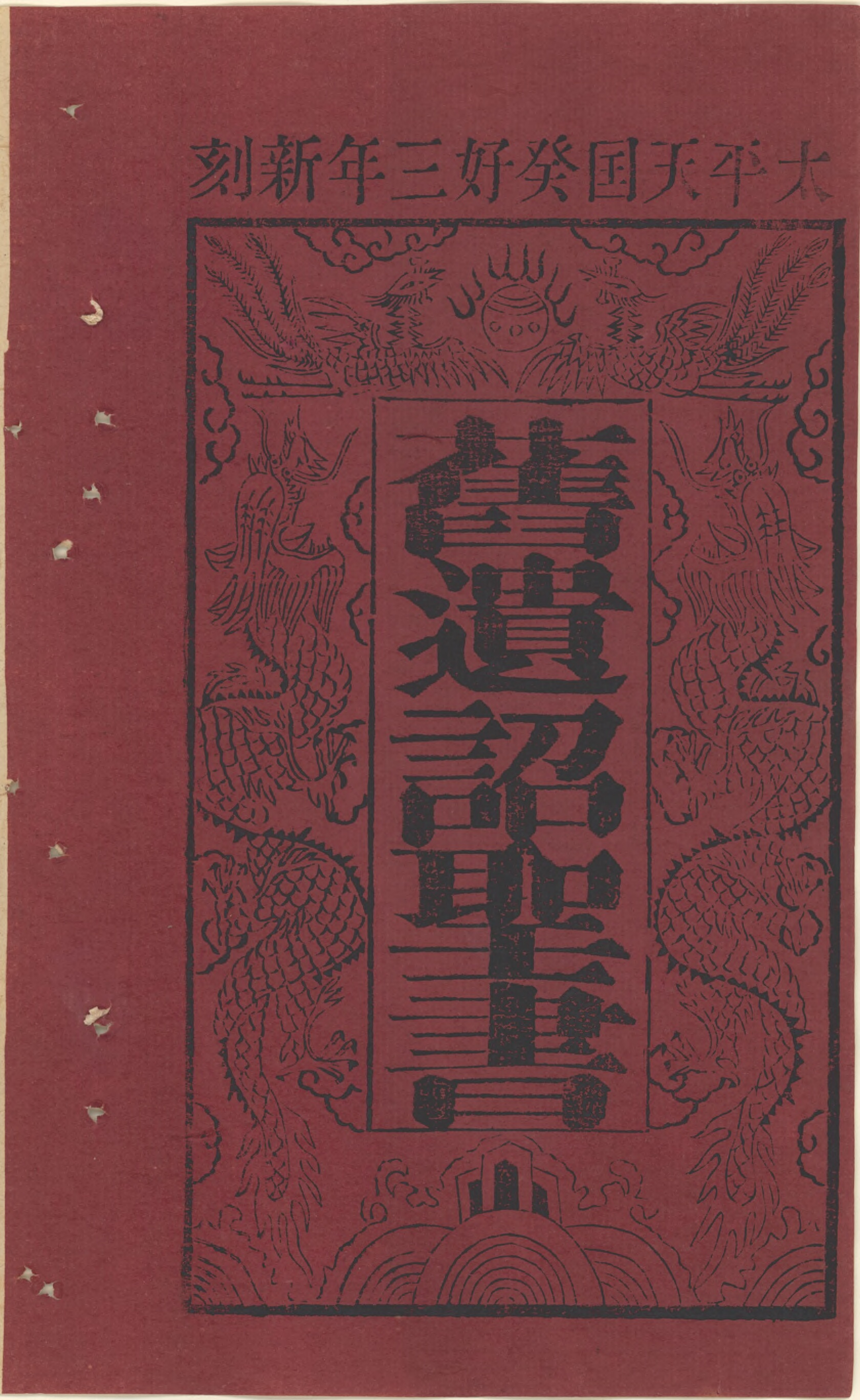
Bible des Taiping.

Initié par Robert Morrison en 1807, le travail des missionnaires protestants commence à partir de Macao, Pazhou (en) (appelée à l'époque Whampoa), et Canton. Les employés et imprimeurs chinois qu'ils emploient pour créer le dictionnaire de Morrison (en) et la traduction de la Bible, tels que Cai Gao (en), Liang Fa (en), et Wat Ngong (en), sont les premiers convertis et sont arrêtés à plusieurs reprises par les autorités, condamnés à des amendes et forcés à l'exil à Malacca (en). Cependant, ils réussissent à corriger et adapter le message des missionnaires pour atteindre les Chinois, en imprimant des milliers de tracts conçus par eux-mêmes. Contrairement aux Occidentaux, ils purent voyager dans l'intérieur du pays et commencer à fréquenter particulièrement les examens impériaux provinciaux et préfecturaux, où les érudits locaux se disputent la possibilité d'entrer dans la fonction publique impériale. L'un de leurs tracts, Bonnes Paroles pour exhorter notre époque, un ouvrage de 500 pages en neuf parties de Liang, tombe entre les mains de Hong Xiuquan au milieu des années 1830, bien que l'examen impérial exact de cet événement fasse débat. Hong le feuillette d'abord sans y porter d'intérêt.
Feng Yunshan fonde la Société des adorateurs de Dieu au Guangxi après un voyage missionnaire en 1844 visant à propager les idées de Hong. En 1847, Hong devient le chef de la société secrète. Selon un historien, la foi Taiping, inspirée par le christianisme missionnaire, « est devenue une nouvelle religion chinoise dynamique ... le christianisme Taiping ». Hong présente cette religion comme un renouveau et une restauration de l'ancienne vénération de Shang Di, une foi qui avait été remplacée par le confucianisme et les régimes impériaux dynastiques. L'année suivante, Hong et Feng Yunshan, cousin germain de Hong et l'un des premiers convertis à la foi de Hong, voyagent à Sigu, dans le comté de Guiping au Guangxi pour prêcher leur version du christianisme. En novembre 1844, Hong rentre chez lui sans Feng qui reste dans la région et continue de prêcher. Après le départ de Hong, Feng s'enfonce de plus en plus profondément au cœur de la région des Montagnes du Chardon, prêchant et baptisant de nouveaux convertis. Feng baptise ce groupe de croyants la « Société des adorateurs de Dieu ». Les Hakkas de cette région, généralement pauvres et assaillis par les bandits et les familles chinoises locales en colère contre leur présence sur leurs terres ancestrales, trouvent refuge dans le groupe et sa promesse de solidarité.
Tandis que la Société des adorateurs de Dieu possèdent certaines caractéristiques des sociétés secrètes chinoises traditionnelles, elle s'en distingue par le fait que les participants ont adopté une nouvelle religion rejetant fermement la tradition chinoise. La société est militante depuis l'origine, en raison de la prévalence à la fois des combats entre villages et des conflits entre les Hakkas et les non-villageois. En général, les individus ne se convertissent pas seuls, mais plutôt en familles, en clans, en groupes professionnels ou même par villages entiers. Le 27 août 1847, alors que Hong Xiuquan revient dans les monts chardon, les Adorateurs de Dieu comptent plus de 2 000 membres,. À l'époque, la plupart des fidèles sont des paysans et des mineurs.

## Expansion
Avec le retour de Hong, la Société des adorateurs de Dieu prend un caractère plus rebelle. Hong commence à se décrire comme un roi et identifie explicitement les Manchous au pouvoir et leurs partisans comme des démons qu'il faut détruire. Les Adorateurs de Dieu traitent toute leur communauté comme une famille, ce qui conduit à la constitution d'un trésor commun et à une exigence de chasteté.
En janvier 1848, Feng Yunshan est arrêté et banni au Guangdong. Hong Xiuquan part peu après pour la province pour retrouver Feng. En l'absence de Feng et de Hong, deux nouveaux dirigeants émergent pour combler le vide : Yang Xiuqing et Xiao Chaogui. Tous deux prétendent entrer en transe leur permettant de parler en tant que membre de la Trinité : Dieu le Père dans le cas de Yang et Jésus-Christ dans le cas de Xiao. En parlant ainsi au nom de Jésus ou Dieu le Père, Xiao et Yang ont nécessairement plus d'autorité qu'au départ, et même plus que Hong Xiuquan. À leur retour à l'été 1849, Hong et Feng enquêtent sur les affirmations de Yang et Xiao et les déclarent authentiques.

## Le soulèvement de Jintian
En février 1850, l'armée du gouvernement passe dans plusieurs villages adorant Dieu et menace de tuer les convertis. En réponse, Feng Yunshan commence à appeler à la révolte ouverte des fidèles. En juillet 1850, les chefs des Adorateurs de Dieu demandent à leurs partisans de converger vers Jintian où s'amasse rapidement une force de 10 000 à 30 000 personnes. Si la majorité du groupe est d'ethnie hakka, certains adeptes sont punti (en), miao, ou membres d'autres groupes tribaux locaux. L'appartenance aux Adorateurs de Dieu est éclectique. Ils comptent des hommes d'affaires, des réfugiés, des paysans, des mercenaires et membres de sociétés secrètes et des alliés de protection mutuelle dans leurs rangs. Les fidèles sont également rejoints par un certain nombre de bandits, dont plusieurs milliers de pirates menés par Luo Dagang.

## Le Royaume céleste de la Grande Paix

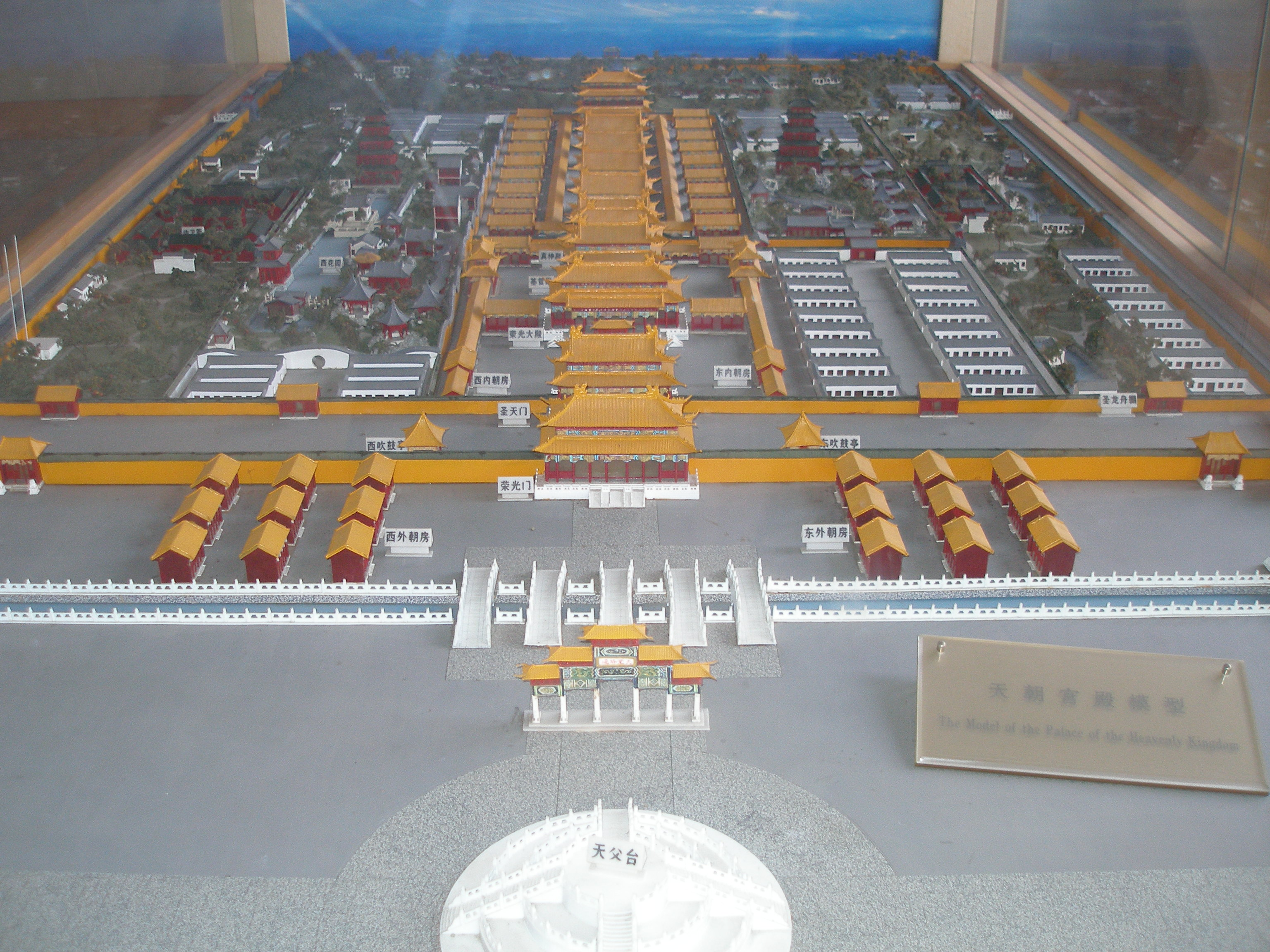
Palais du Royaume céleste de la Grande Paix.

Le onzième jour du premier mois lunaire de 1851, qui marque également l'anniversaire de Hong Xiuquan, la Société des adorateurs de Dieu déclenche le soulèvement de Jintian contre la dynastie Qing régnante, et déclare la formation du Royaume céleste de la Grande Paix, commençant ainsi la révolte des Taiping, qui est décrite comme le « plus gigantesque désastre provoqué par l'homme » du XIXe siècle.